# Satyrium parviflorum
Satyrium parviflorum là một loài thực vật có hoa trong họ Lan. Loài này được Sw. miêu tả khoa học đầu tiên năm 1800.